# Against the Ice
Against the Ice è un film del 2022 diretto da Peter Flinth.
Il soggetto è tratto dal romanzo del 1955 Farlig Tomandsfærd di Ejnar Mikkelsen, tratto da una storia vera narrata dallo stesso protagonista.

## Trama
Ejnar Mikkelsen è a capo di una spedizione artica che ha l'obiettivo di seguire le tracce della precedente "spedizione danese", capeggiata da Ludvig Mylius-Erichsen, dalla quale non tornò nessuno. Lo scopo della prima missione era mappare la parte nord-orientale della Groenlandia e dimostrare che la stessa è attaccata al resto dell'isola, escludendo l'esistenza del canale di Peary, che avrebbe permesso agli Stati Uniti d'America di reclamare quella che era stata già nominata Terra di Peary.
Giunti all'isola di Shannon nell'inverno del 1910, con la nave Alabama ormai bloccata dai ghiacci, l'equipaggio non ritiene di dover proseguire la missione mentre il capitano Mikkelsen, ligio al suo incarico, chiede chi di loro sia disposto ad accompagnarlo in un lungo e impervio viaggio attraverso i ghiacci. L'unico a rendersi disponibile è il meccanico Iver Iversen, che per altro non faceva parte della missione originale, ma era salito sull'Alabama solo a Reykjavík. I due partono nel mese di marzo, ognuno con la propria slitta con relativa muta di cani, e numerose provviste, dando disposizione all'equipaggio di attenderli per agosto, con la nave che si presume risulterà sbloccata e pronta per ripartire.
Dopo tre mesi avventurosi, durante i quali perdono tutti i cani, parte dei viveri e devono fronteggiare anche un orso polare, i due raggiungono un cairn nel quale trovano un messaggio lasciato da Mylius-Erichsen nel quale si afferma di aver esplorato tutta la Groenlandia nord-orientale provando l'inesistenza del canale di Peary. La missione di Mikkelsen è quindi compiuta, ma il ritorno si annuncia particolarmente arduo. A circa 300 km dalla base, Mikkelsen decide a sua volta di costruire un cairn perché non vada perso il documento prezioso da lui recuperato. Ha evidentemente paura di non riuscire a tornare indietro sano e salvo, e la cosa terrorizza Iversen. Stremati, i due riescono a giungere all'Alabama, entro il mese di agosto, ma non c'è nessuno ad attenderli. L'albero della nave è piantato nel terreno e dove prima c'erano le tende ora ci sono una baracca e un piccolo magazzino costruiti con parti della nave. L'equipaggio se ne era andato da pochi giorni, soccorso da una baleniera di passaggio, e con il legno ricavato dalla nave distrutta dai ghiacci, hanno allestito il rifugio con viveri sufficienti a sfamare due persone per un anno.
I due allora si sistemano nella baracca in attesa di soccorsi. Dopo quasi un anno di vana attesa, però, Mikkelsen decide di andare a recuperare i documenti nascosti nel cairn che avevano costruito a 300 km, per non rendere vana la loro impresa. Intanto a Copenaghen gli ex compagni di viaggio si battono per convincere il ministro Neergaard a inviare una spedizione di soccorso, ma questi è contrario ad inviare ulteriori uomini da sacrificare e stabilisce solo una ricompensa.
Mikkelsen e Iversen recuperano i documenti, ma, tornati alla baracca, scoprono con sorpresa che in loro assenza un gruppo di soccorritori era arrivato lì non trovandoli, e il capitano si dispera per non aver lasciato nemmeno un messaggio che spiegasse la loro situazione. Sono gli uomini dell'equipaggio a convincere nuovamente il ministro Neergaard che i due devono essere vivi perché i soccorritori hanno trovato segni inequivocabili di presenza umana.
Intanto, isolati e stanchi, i due soffrono per la scarsità di cibo e per il timore crescente di non essere più soccorsi. Mikkelsen ha continue visioni di Naja Holm, la donna che lui ama, e in un'allucinazione rischia di uccidere Iversen, che invece si mantiene più lucido. 
Una nave baleniera norvegese li recupera solo nell'estate del 1912, dopo più di due anni di attesa e, al ritorno in patria, entrambi vengono celebrati come eroi. Mikkelsen può riabbracciare Naja e rimarrà grande amico di Iversen che, a differenza sua, abbandonerà per sempre la navigazione e i ghiacci.

## Produzione
Il film è stato sceneggiato dallo stesso protagonista, Nikolaj Coster-Waldau insieme a Joe Derrick.
È stato girato in Islanda e Groenlandia.

## Distribuzione
È stato presentato al settantaduesimo Festival del Cinema di Berlino nella sezione "Berlinale Special".
Il 2 marzo 2022 è stato distribuito su Netflix.